# San Juan y San Pablo (título cardenalicio)
Santos Juan y Pablo es un título cardenalicio de la Iglesia Católica. En la antigüedad fue conocido como Pammachus o Byzantis, Byzantis era amigo de san Jerónimo, padre de san Pamaquio y ahijado santa Paula. El título fue establecido a finales del siglo V. En el pontificado de Inocencio I era conocido como Pammachii Sanctorum Johannis et Pauli, pues dos sacerdotes aparecen con ese título. Según el catálogo realizado por Pietro Mallio durante el pontificado de Alejandro III, el título estuvo unido a la basílica de San Lorenzo Extramuros, por lo que sus sacerdotes celebraban misa en esta basíslica.

## Titulares
- Gordiano (494 - 495)
- San Juan I (circa 495 -?, posteriormente papa Juan I)
- Giovanni (499 - ?)
- San Adeodato I) (590 - ?, posteriormente papa Adeodato I)
- Giovanni II (600- prima del 604?)
- Agapito Rustico (?) (604?-?)
- Giorgio (731- prima del 745)
- Gregorio (745-?)
- Romano (853- prima dell'872)
- Germano (872-?)
- Pietro (964- prima del 975)
- Leone (975-?)
- Giovanni (1073-1085)
- Bone seniore (1088- circa 1098)
- Dietrich (o Theodoric, o Thierry) (1098-1100)
- Teobaldo (circa 1100-?)
- [Niccolò] (1112?- circa 1117)
- Teobaldo (circa 1117- circa 1124)
- Johannes (1123?-circa 1125)
- Alberico (ó Uldarico) Tomacelli (o Cybo) (1125- circa 1130)
- Luc, O.Cist. (1130-1140)
- Ubaldo (1140-1150)
- Giovanni Conti (1150-1182)
- Raniero da Pavia (1182-1183)
- Melior (o Meliore, o Migliore), O.S.B.Vall. (1185-1197)
- Cencio Savelli, C.R.L. (1200-18 de julio de 1216), posteriormente elegido papa Honorio III
- Giovanni (1216-1217)
- Bentivegna Bentivegni, O.Min., administrador (1288-1289)
- Pedro Rodríguez Quijada, administrador (1302-1310?)
- Bertrand des Bordes (1310-1311)
- Jacques de Via (1316-1317)
- Matteo Orsini, O.P. (1327-1338)
- Etienne Aubert (1342-1352), posteriormente papa Inocencio VI
- Andouin Aubert (1353-1361)
- Guillaume de la Sudrie (o Sudré), O.P. (1366-1367)
- Simon da Borsano (1375-1381)
- Gautier Gómez (1381-1391), pseudocardenal del antipapa Clemente VII
- Jean Flandrin (1391-1405), pseudocardenal del Antipapa Clemente VII
- Tommaso Brancaccio (1411-1427), pseudocardenal del antipapa Juan XXIII
- Vacante (1427-1440)
- Domingo Ram y Lanaja, C.R.S.A. (1440-1444)
- Latino Orsini (1448-1465)
- Philibert Hugonet (1477-1484)
- Vacante (1484-1489)
- Ardicino della Porta (1489-1493)
- Giovanni Battista Orsini (1493-1503)
- Francisco de Remolins (1503-1511); in commendam (1511-1517)
- Adriaan Florenszoon Boeyens (1517-1522), posteriormente papa Adriano VI
- Guillermo de Enckenvoirt (1523-1534)
- Esteban Gabriel Merino (1534-1535)
- Alfonso de Portugal (1535-1540)
- Pedro Fernández Manrique (1540)
- Federico de Campo Fregoso (1541)
- Pierre de la Baume Montrevel (1541-1544)
- Georges d'Armagnac (1545-1556)
- Fabio Mignanelli (1556-1557)
- Antonio Trivulzio (1557-1559)
- Alfonso Carafa (1560-1565)
- Gabriele Paleotti (1565-1572)
- Nicolas de Pellevé (1572-1584)
- Antonio Carafa (1584-1591)
- Alessandro Ottaviano de' Medici (1591-1592)
- Giovanni Battista Castrucci (1592-1595)
- Agostino Cubani (1595-1598)
- Camillo Borghese (1599-1602), posteriormente papa Paulo V
- Ottavio Acquaviva d'Aragona, Sr. (1602-1605)
- Pietro Aldobrandini (1605-1612)
- Dezio Carafa (1612-1626)
- Carlo Emmanuele Pio di Savoia (1626)
- Lorenzo Magalotti (1628-1637)
- Vacante (1637-1642)
- Francesco Maria Machiavelli (1642-1653)
- Giberto III Borromeo (1654-1672)
- Giacomo Rospigliosi (1672-1684)
- Fortunato Carafa (1687-1697)
- Fabrizio Paolucci (1699-1719)
- Vacante (1719-1726)
- Niccola Maria Lercari (1726-1743)
- Camillo Paolucci (1746-1756); in commendam (1756-1763)
- Giovanni Carlo Boschi (1766-1784)
- Giuseppe Garampi (1786-1792)
- Aurelio Roverella (1794-1809); in commendam (27 de marzo de 1809 - 6 de septiembre de 1812)
- Vacante (1809-1816)
- Antonio Lamberto Rusconi (1816-1825)
- Vincenzo Macchi (1827-1840)
- Cosimo Corsi (1842-1870)
- Vacante (1870-1874)
- Mariano Benito Barrio Fernández (1874-1876)
- Edward Henry Howard (1877-1884)
- Placido Maria Schiaffino, O.S.B. Oliv. (1885-1889)
- Franziskus von Paula Schönborn (1889-1899)
- Giuseppe Francica-Nava de Bontifè (1899-1928)
- Eugenio Pacelli (1929-1939), posteriormente papa Pío XII
- Francis Joseph Spellman (1946-1967)
- Terence James Cooke (1969-1983)
- John Joseph O'Connor (1985-2000)
- Edward Michael Egan (2001-2015)
- Jozef De Kesel (2016)